# Leizu-Tempel

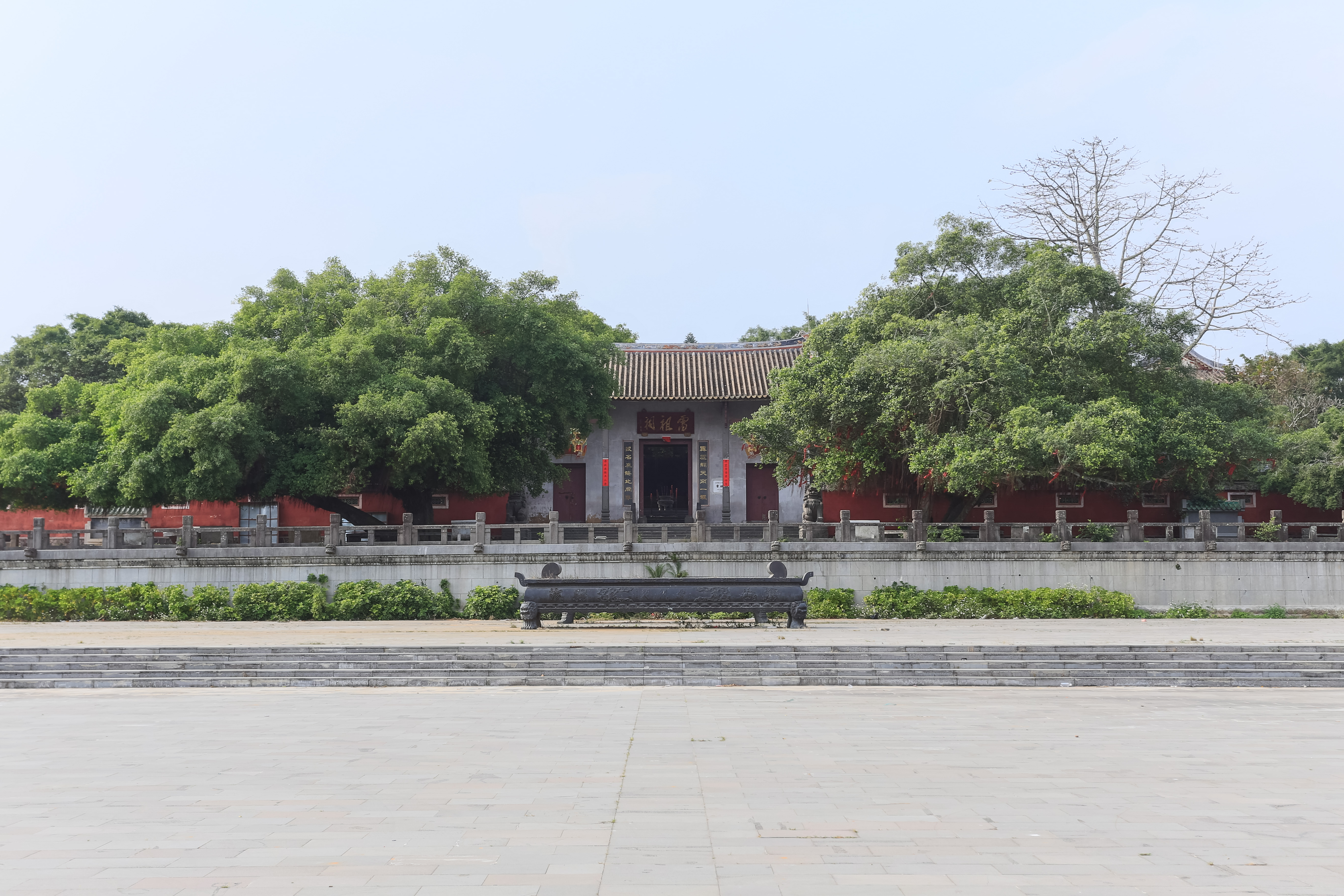
Haupteingang zur Tempelanlage

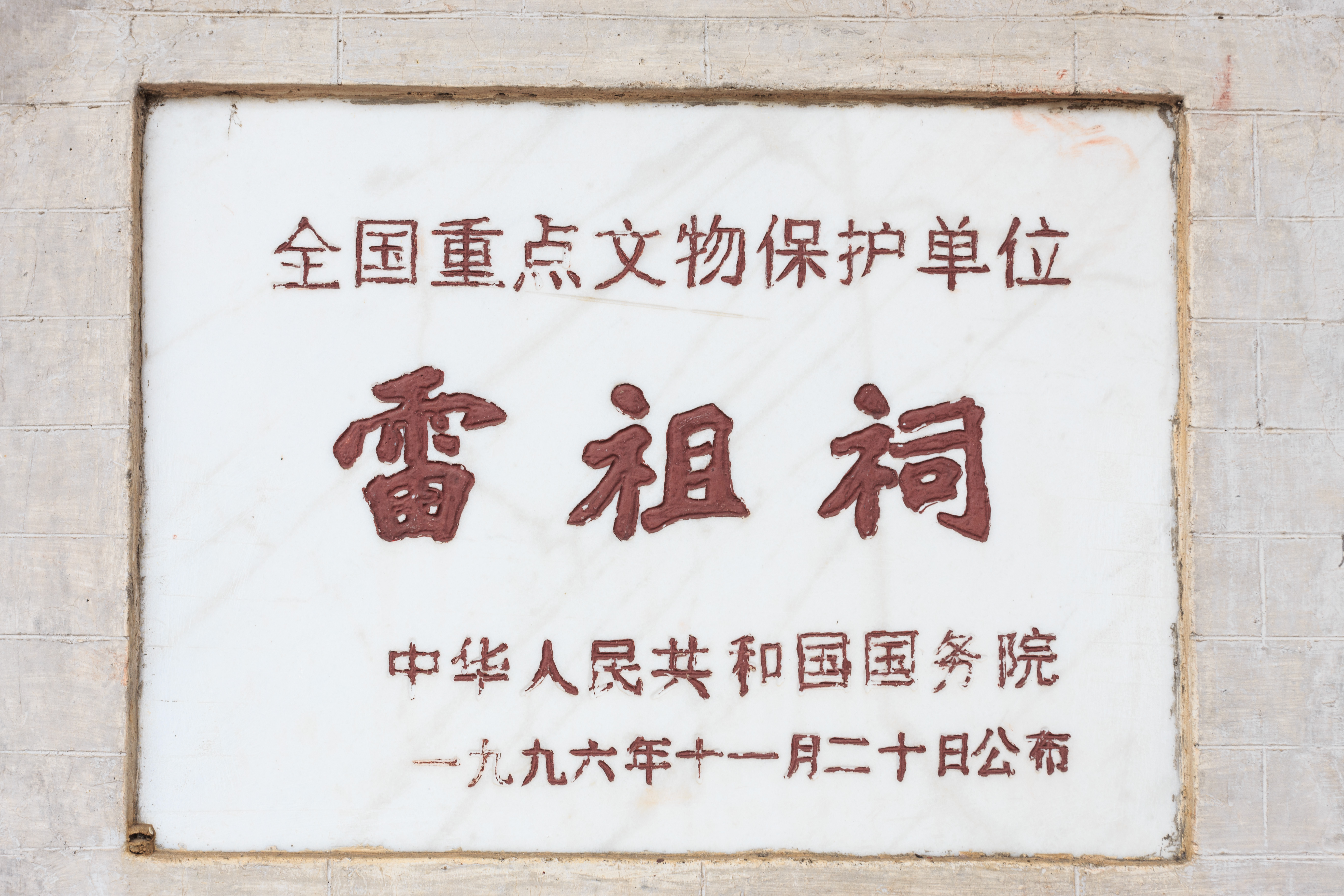
Inschrift zur Klassifizierung als Denkmal der Volksrepublik China

Der Leizu-Tempel (chinesisch 雷祖寺, Pinyin Léizǔ sì oder chinesisch 雷祖祠, Pinyin Léizǔ cí) ist ein Ahnentempel in der südchinesischen Stadt Leizhou. Er ist dem ersten kaiserlichen Statthalter im heutigen Westen Guangdongs Chen Wenyu gewidmet und gehört heute zu den bedeutendsten Ahnentempeln Südchinas. Im Jahre 1996 wurde er zum Denkmal der Volksrepublik China erklärt.
Chen Wenyu war während der Tang-Dynastie kaiserlicher Statthalter auf der Leizhou-Halbinsel. Er erhielt von Kaiser Taizong den ehrenhaften Beinamen Donnerkönig und wird auch heute noch von der Bevölkerung als Held und Ahne verehrt. Im Jahre 628 ließ Taizong am Berg Ying Shan etwas nördlich von Leicheng den ersten Leizu-Tempel erbauen. Im Jahre 912 wurde er an die Stelle verlegt, wo er sich auch heute befindet, nämlich im Südwesten von Leicheng am Berg Yingbang Shan. Im Jahre 1604 wurde er renoviert und im Jahre 1992 stark erweitert. Heute umfasst er eine Fläche von etwa 10.000 Quadratmetern. Der in Bauform eines Siheyuan angelegte Tempel liegt für chinesische Ästhetik ideal auf einer Anhöhe in hügeligem Gebiet und ist architektonisch von der Chuandou-Bauform geprägt. Neben der Ahnenhalle finden sich im Tempel Verse von Su Shi, Gedichte von Kou Zhun und Ding Wei, eine Statue von Li Gang oder Stelen mit Inschriften von Kaiser Qianlong.